# V.U.-Filmen
V.U.-Filmen er en dansk propagandafilm fra 1934 instrueret af Bjørn Graae.

## Handling
Det er en propagandafilm for Venstres Ungdom. En venstreungdomsmand overbeviser sin ven, der er "lidt søvnig overfor tidens problemer", til at tage med til partimøde og tale med en af Venstres redaktører, som fortæller ham om partiets historie, formål og politiske virke. "Dansk Folkestyre" er Venstres Ungdoms medlemsblad, hvor de problemer, der er interesserer den politiske vågne ungdom, sættes under debat. Redaktøren er bladmanden Hans Bagge fra Slagelse. Om vinteren deltager mange tusind V.U.'ere i studiekredse på højskoler og efterskoler landet over. Om sommeren drager V.U.'erne på skovtur med V.U.-toget. I Horsens og Vejle tager man en tur ud i det blå med 'Hjejlen' på Silkeborgsøerne.